# Toyota Starlet
Toyota Starlet – model małego samochodu osobowego marki Toyota, produkowanego w latach 1973 - 1999.
Historia:
- 1973	Pojawienie się pierwszego modelu (seria 40) Starlet, który zastąpił model Publica.
- 1978	Debiutuje druga generacja (seria 60).
- 1984  Zakończenie produkcji modeli z napędem na tylną oś.
- 1985	Wychodzi wersja z napędem na przód (seria 70).
- 1986	Zastosowanie nieregulowanego katalizatora współpracującego z silnikiem 1,3 l
- 1987	Wprowadzenie na rynek odmiany z silnikiem Diesla (1,5 l)
- 1989	Prezentacja kolejnego modelu (seria 80/90). Seryjne zastosowanie (w wersji z silnikiem 1.3 l) regulowanych katalizatorów.
- 1990	Modernizacja modelu 1.3 XLi, 75 KM
- 1996	Kolejna daleko idąca modernizacja modelu, odmiany 3- i 5-drzwiowe.
- 1999	Zakończenie produkcji; prezentacja następcy, modelu Yaris.

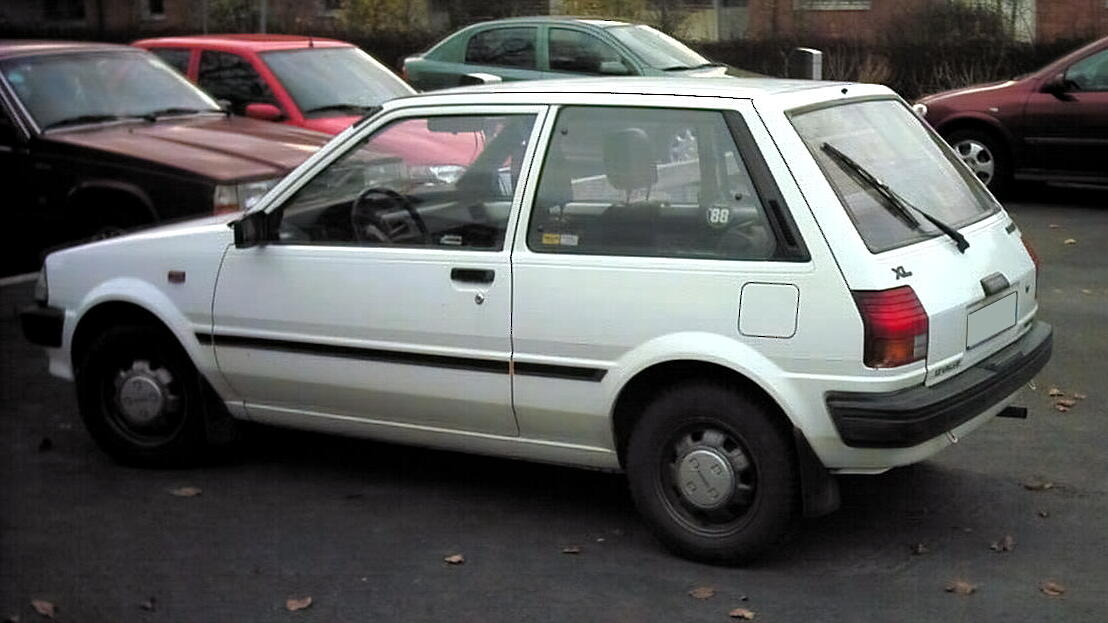
'88 Toyota Starlet
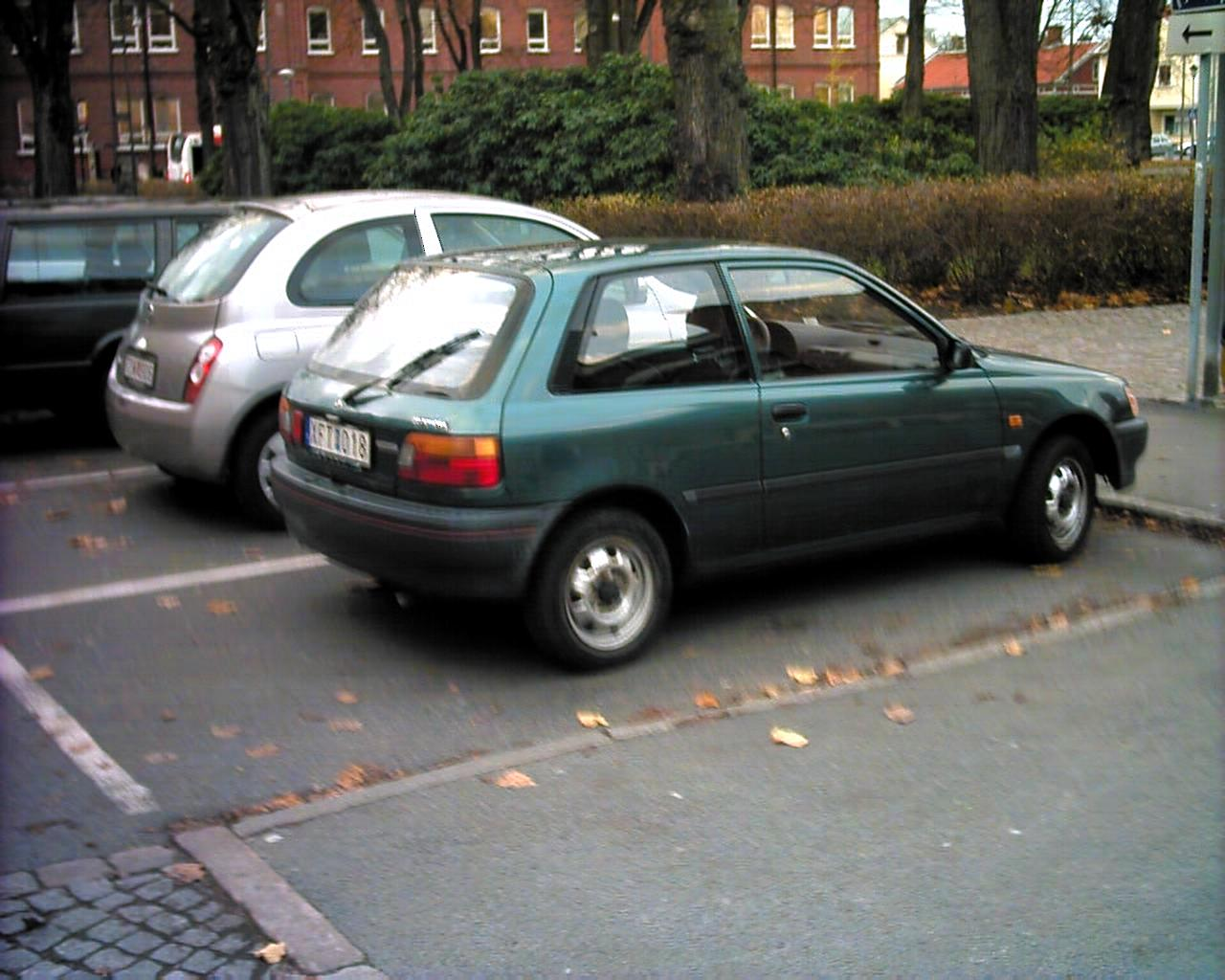
'94 Toyota Starlet
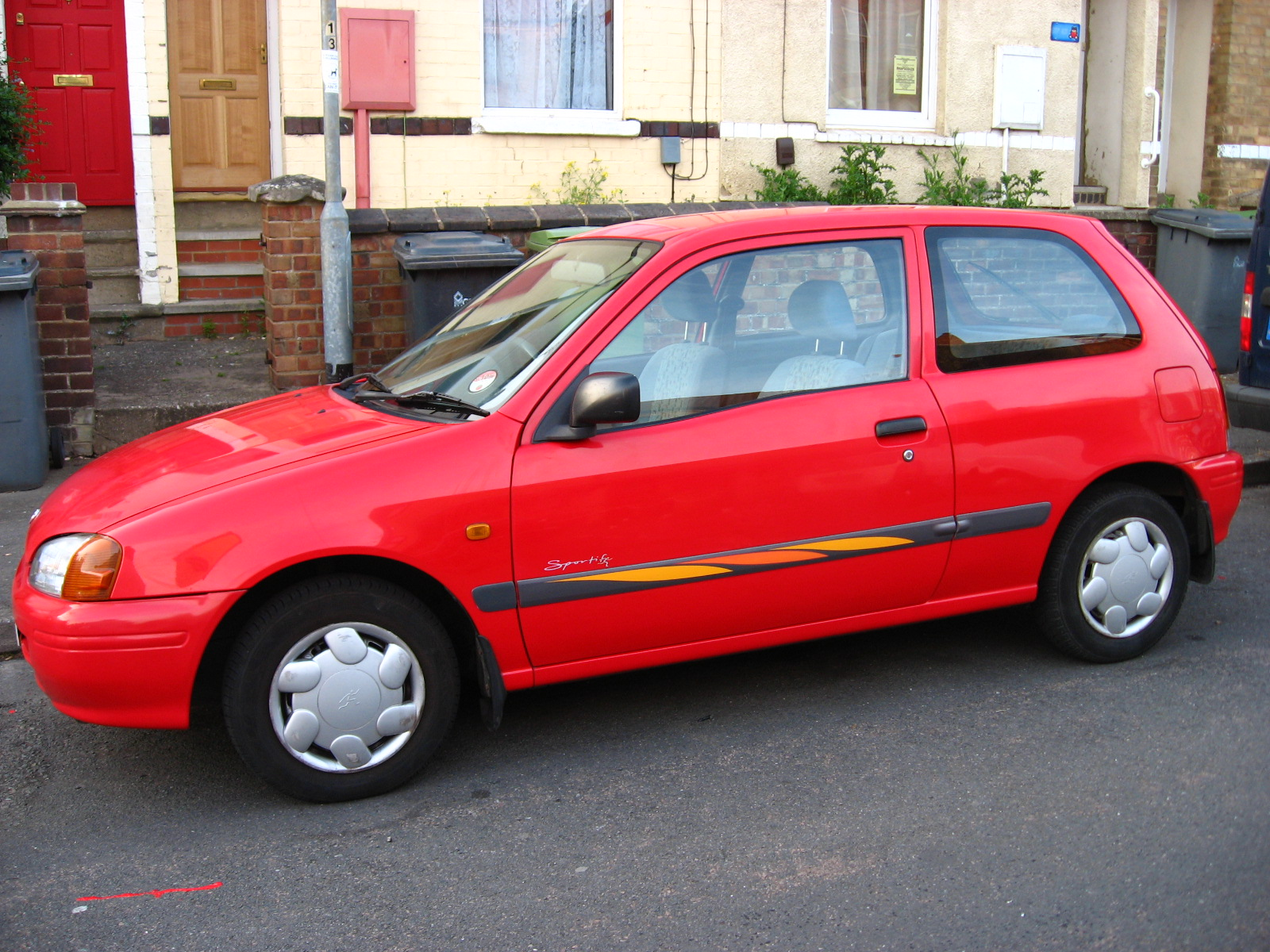
'96 Toyota Starlet

## Toyota Starlet 1996-99 (P9)

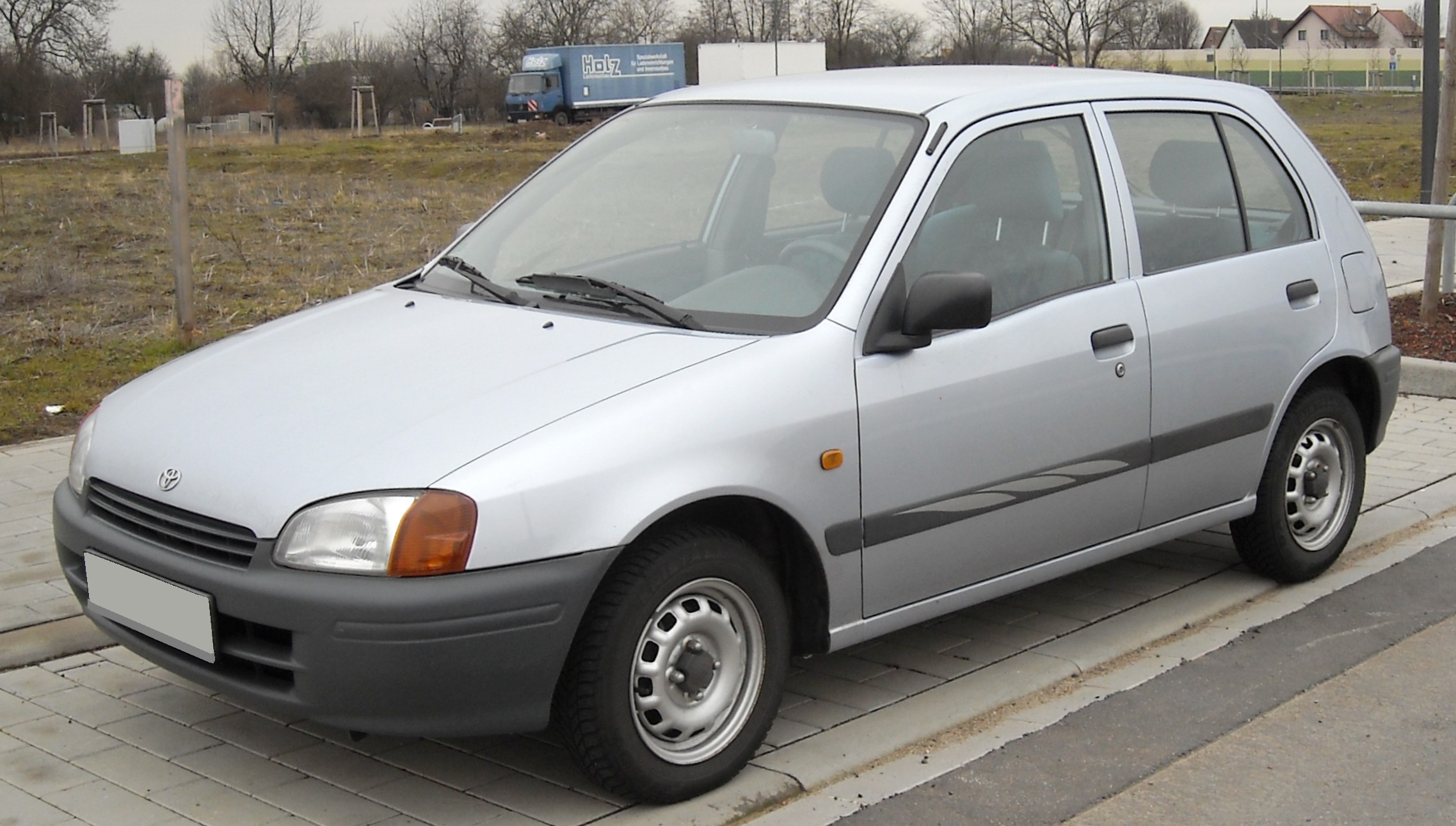

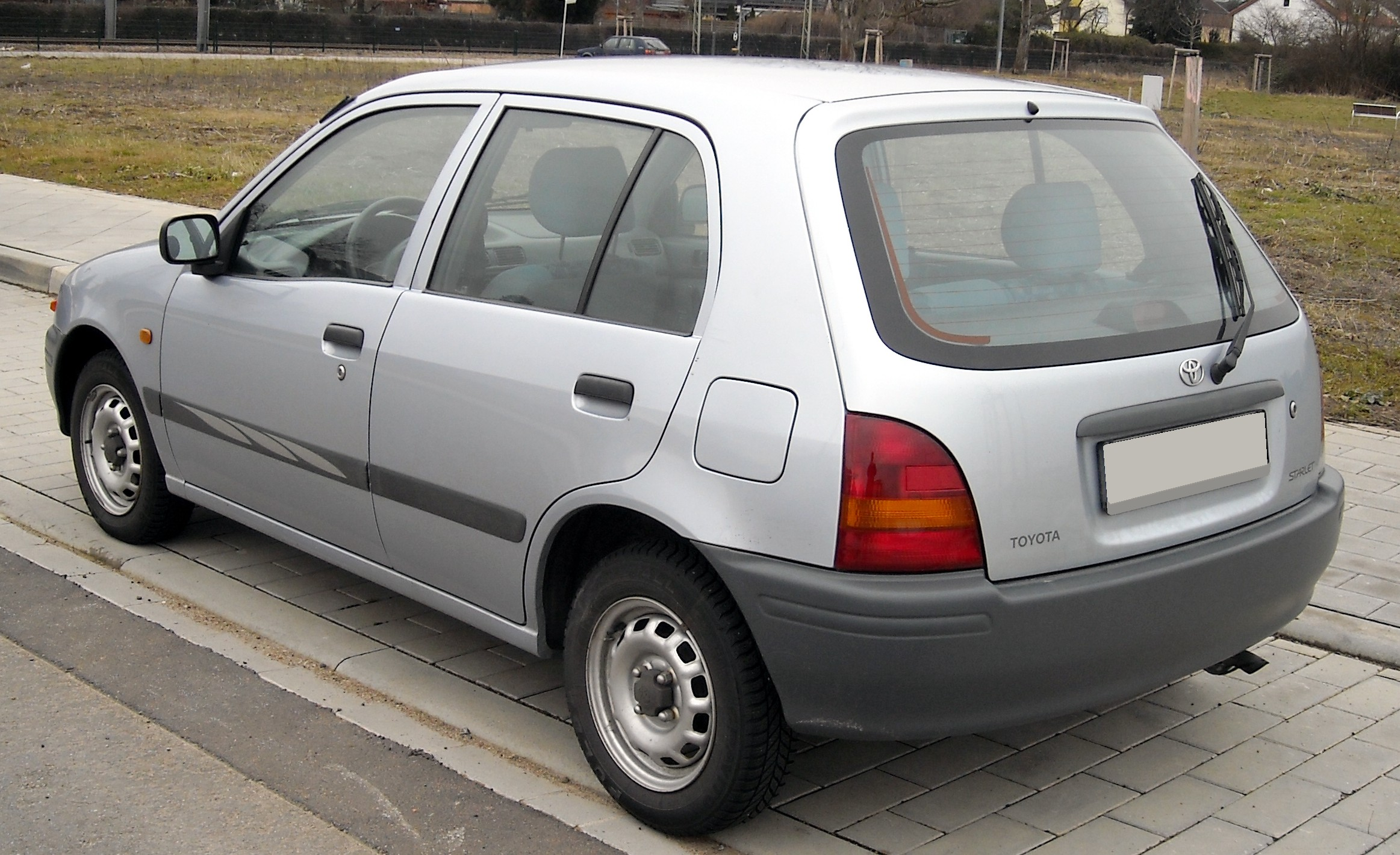

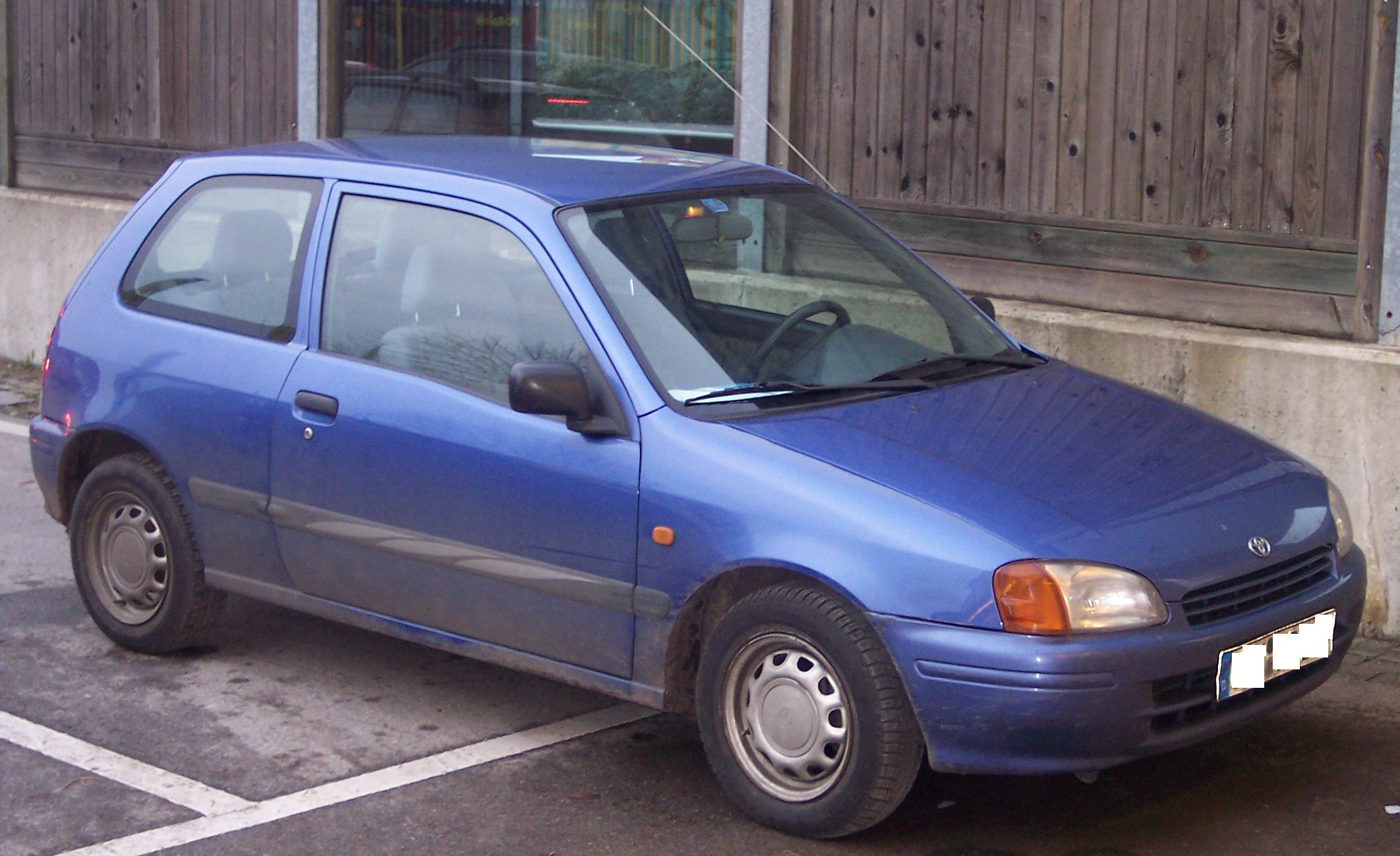

| silnik: | moc:        | maks. moment obrotowy:    | 0-100 km/h: | v-max:   |
| ------- | ----------- | ------------------------- | ----------- | -------- |
| R4 1.3  | 75 KM(55kW) | 115 N•m przy4300 obr./min | 11,1 s      | 172 km/h |

## Toyota Starlet i Toyota Glanza [K12M/K12N/K14B]
Toyota Glanza sprzedawana jest za pośrednictwem indyjskiej spółki zależnej Toyota Kirloskar Motor. Model ten został wprowadzony na rynek 6 czerwca 2019 roku i jest to zmieniony stylistycznie (po faceliftingu) Suzuki Baleno.
Nazwa modelu Glanza była wcześniej używana w sportowej odmianie Toyoty Starlet P90 na dostępnej tylko na rynku  japońskim. 
Planowany jest również montaż w fabryce Toyoty w Bidadi. Glanza jest oferowana w dwóch wersjach wyposażenia:
- Glanza Gi, oparta na wersji Suzuki Zeta,
- Glanza V, oparta na wersji Suzuki Alpha Baleno.
Na kontynencie afrykańskim ten sam pojazd sprzedawany jest pod nazwą Toyota Starlet.